# Министерство инфраструктуры и развития

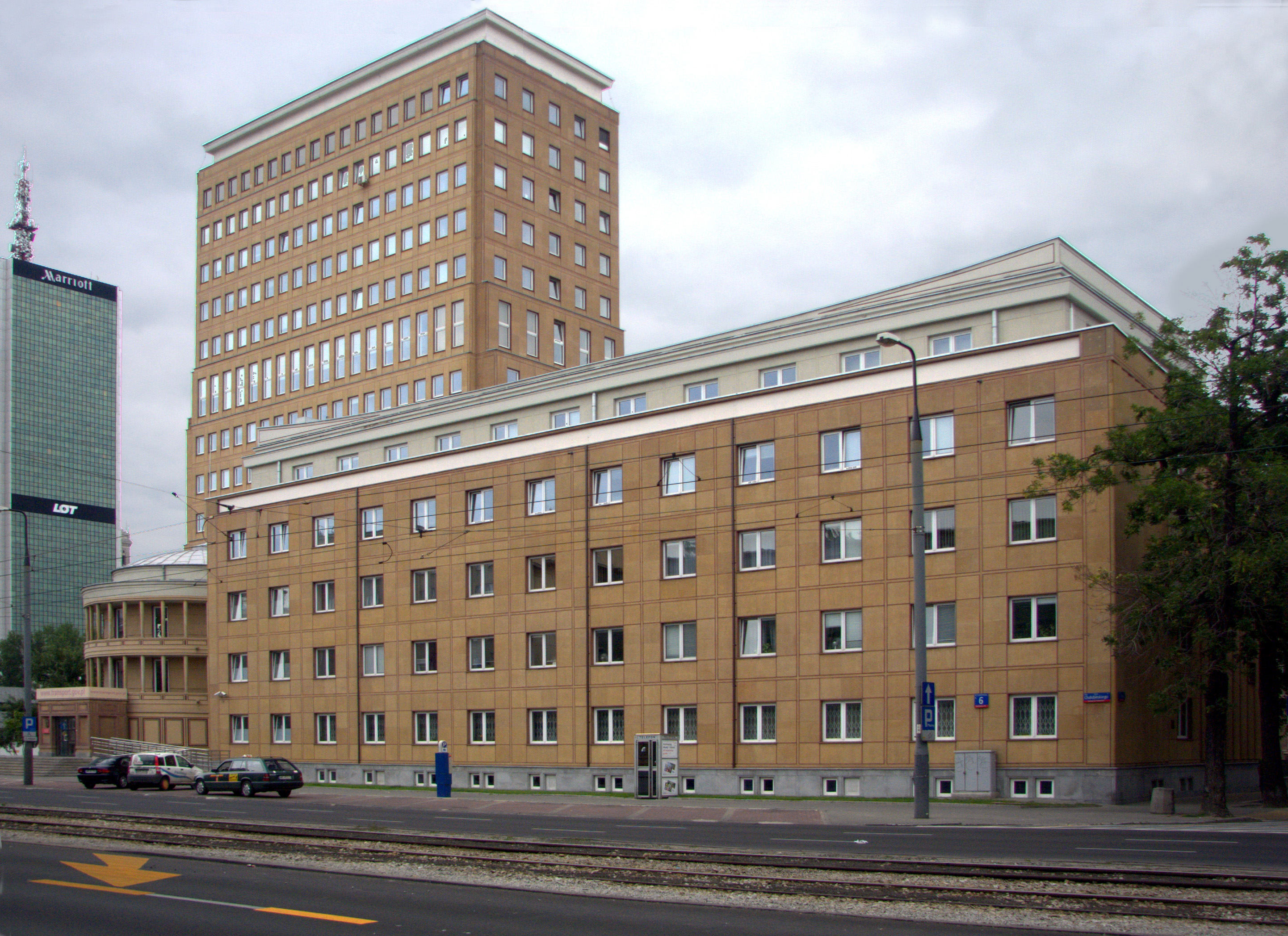
Здание министерства на улице Титуса Халубинского в Варшаве

Министерство инфраструктуры и развития (пол. Ministerstwo Infrastruktury i Rozwoju) — министерство в правительстве Польши. Было создано при председателе Совета министров Дональде Туске 27 ноября 2013 года путём слияния Министерства регионального развития с Министерством транспорта, строительства и морского хозяйства.

## Функции
Министерство инфраструктуры и развития координирует различные области экономического и инфраструктурного развития. Отвечает в Польше за национальную и региональную политику в области развития, управления и использования структурных фондов и Фонда единства Европейского союза, устранения пространственного экономического неравенства и продвижение социальной и экономической интеграции между общественным и частным сектором. На министерство также возложена задача управления транспортной инфраструктуры Республики Польши, включая строительство автострад и скоростных дорог, дорог республиканского значения, сети железных дорог, аэропортов, и национального морского транспорта. Кроме того министерство также отвечает за жилищную и строительную политику в пределах своих задач.

## Министр инфраструктуры и строительства
| Портрет | Портрет | Имя            | Партия                 | Срок полномочий | Срок полномочий | Председатель Совета министров |
| ------- | ------- | -------------- | ---------------------- | --------------- | --------------- | ----------------------------- |
|         |         | Анджей Адамчик | Право и справедливость | 16 ноября 2015  | действует       | Шидло, Беата                  |

## Министр инфраструктуры и развития
| Портрет | Портрет | Имя                  | Партия                | Срок полномочий | Срок полномочий | Председатель Совета министров |
| ------- | ------- | -------------------- | --------------------- | --------------- | --------------- | ----------------------------- |
|         |         | Ельжбета Беньковская | Гражданская платформа | 27 ноября 2013  | действует       | Дональд Туск                  |

## Министерство регионального развития
Министерство регионального развития (пол. Ministerstwo Rozwoju Regionalnego) было создано при председателе Совета министров Казимеже Марцинкевиче  31 октября 2005 года с передачей обязанностей по развитию из Министерства экономики и труда. Министерство было слито с Министерством транспорта, строительства и морского хозяйства в ноябре 2013 года при председателе Совета министров Дональде Туске, с созданием Министерства инфраструктуры и развития.

### Функции
В обязанности Министерства регионального развития входила координация политики между центральной и местными властями, разработка национальной стратегии в области регионального экономического развития, а также контроль за использованием структурных фондов и Фонда единства Европейского союза.

### Министры регионального развития
| Портрет | Портрет | Имя                  | Партия                 | Срок полномочий  | Срок полномочий | Председатель Совета министров          |
| ------- | ------- | -------------------- | ---------------------- | ---------------- | --------------- | -------------------------------------- |
|         |         | Гражина Генсицка     | Право и справедливость | 31 октября 2005  | 7 сентября 2007 | Казимеж Марцинкевич Ярослав Качиньский |
|         |         | Ярослав Качиньский   | Право и справедливость | 11 сентября 2007 | 16 ноября 2007  | Ярослав Качиньский                     |
|         |         | Гражина Генсицка     | Право и справедливость | 11 сентября 2007 | 16 ноября 2007  | Ярослав Качиньский                     |
|         |         | Ельжбета Беньковская | Гражданская платформа  | 16 ноября 2007   | 27 ноября 2013  | Дональд Туск                           |

## Министерство транспорта, строительства и морского хозяйства
Министерство транспорта, строительства и морского хозяйства (пол. Ministerstwo Transportu, Budownictwa i Gospodarki Morskiej) было создано при председателе Совета министров Дональде Туске  21 ноября 2011 года путём преобразования Министерства инфраструктуры. Министерство было слито с Министерством регионального развития в ноябре 2013 года при председателе Совета министров Дональде Туске, с созданием Министерства инфраструктуры и развития.
Министерство отвечало за различные аспекты транспорта в Польше, а также строительство и морское хозяйство.

### Министр транспорта, строительства и морского хозяйства
| Портрет | Портрет | Имя            | Партия                | Срок полномочий | Срок полномочий | Председатель Совета министров |
| ------- | ------- | -------------- | --------------------- | --------------- | --------------- | ----------------------------- |
|         |         | Славомир Новак | Гражданская платформа | 18 ноября 2011  | 27 ноября 2013  | Дональд Туск                  |

## Министерство инфраструктуры (2007—2011)
Министерство инфраструктуры (пол. Ministerstwo Infrastruktury) было создано при председателе Совета министров Дональде Туске 16 ноября 2007 года путём преобразования Министерства транспорта. 18 ноября 2011 года при председателе Совета министров Дональде Туске министерство было расформировано. Его функции были переданы двум новым министерствам, задачи по транспорту, строительству и морскому хозяйству — Министерству транспорта, строительства и морского хозяйства, задачи по связи — Министерству администрации и внедрения цифровых технологий.

### Министр инфраструктуры (2007—2011)
| Портрет | Портрет | Имя               | Партия                | Срок полномочий | Срок полномочий | Председатель Совета министров |
| ------- | ------- | ----------------- | --------------------- | --------------- | --------------- | ----------------------------- |
|         |         | Цезарий Грабарчик | Гражданская платформа | 16 ноября 2007  | 7 ноября 2011   | Дональд Туск                  |
|         |         | Дональд Туск      | Гражданская платформа | 7 ноября 2011   | 18 ноября 2011  | Дональд Туск                  |

## Министерство транспорта
Министерство транспорта (пол. Ministerstwo Transportu) было создано постановлением Совета Министров 5 мая 2006 года в результате реконструкции правительства Казимежа Марцинкевича. Взяло на себя часть полномочий, связанных с транспортом при разделении Министерства транспорта и строительства. При председателе Совета министров Дональде Туске 16 ноября 2007 года было расформировано. Сфера компетенции министерства была включена во вновь учрежденное Министерство инфраструктуры.

### Министры транспорта
| Портрет | Портрет | Имя                | Партия                 | Срок полномочий  | Срок полномочий  | Председатель Совета министров          |
| ------- | ------- | ------------------ | ---------------------- | ---------------- | ---------------- | -------------------------------------- |
|         |         | Ежи Полачек        | Право и справедливость | 5 мая 2006       | 7 сентября 2007  | Казимеж Марцинкевич Ярослав Качиньский |
|         |         | Ярослав Качиньский | Право и справедливость | 7 сентября 2007  | 12 сентября 2007 | Ярослав Качиньский                     |
|         |         | Ежи Полачек        | Право и справедливость | 12 сентября 2007 | 16 ноября 2007   | Ярослав Качиньский                     |

## Министерство строительства
Министерство строительства (пол. Ministerstwo Budownictwa) было создано постановлением Совета Министров 5 мая 2006 года в результате реконструкции правительства Казимежа Марцинкевича. Взяло на себя часть полномочий, связанных со строительством при разделении Министерства транспорта и строительства. При председателе Совета министров Дональде Туске 16 ноября 2007 года было расформировано. Сфера компетенции министерства была включена во вновь учрежденное Министерство инфраструктуры.

### Функции
Министр строительства отвечал в правительстве за строительство, пространственную экономику и жильё, включающая вопросы:
- архитектуры
- геодезии и картографии
- строительства
- архитектурно-строительного надзора
- зонирования
- поддержки жилищного строительства
- экономической недвижимости
- транспортной политики
- государственных программ по развитию инфраструктуры и коммунального хозяйства
- садовых участков

Министр осуществлял надзор за деятельностью Главного геодезиста страны, Главного инспектора строительного надзора и Председателя Управления жилищного строительства и городского развития.

### Министры строительства
| Портрет | Портрет | Имя             | Партия      | Срок полномочий | Срок полномочий | Председатель Совета министров          |
| ------- | ------- | --------------- | ----------- | --------------- | --------------- | -------------------------------------- |
|         |         | Антоний Ящак    | Самооборона | 5 мая 2006      | 3 ноября 2006   | Казимеж Марцинкевич Ярослав Качиньский |
|         |         | Анджей Аумиллер | Самооборона | 3 ноября 2006   | 13 августа 2007 | Ярослав Качиньский                     |
|         |         | Мирослав Барщ   | независимый | 13 августа 2007 | 16 ноября 2007  | Ярослав Качиньский                     |

## Министерство морского хозяйства
Министерство морского хозяйства (пол. Ministerstwo Gospodarki Morskiej) было создано постановлением Совета Министров 5 мая 2006 года в результате реконструкции правительства Казимежа Марцинкевича. Взяло на себя часть полномочий трех министерств: министерства транспорта и строительства, министерства экономики и министерства сельского хозяйства и развития села. При председателе Совета министров Дональде Туске 16 ноября 2007 года было расформировано. Сфера компетенции министерства была включена во вновь учрежденное Министерство инфраструктуры.

### Функции
Министр морского хозяйства отвечал в правительстве за морское хозяйство, включающее в себя вопросы:
- перевозок и судоходства
- морских территорий
- морских портов и пристаней для яхт
- морского рыболовства и рационального использования живых ресурсов моря
- защиты морской среды

### Министры морского хозяйства
| Портрет | Портрет | Имя             | Партия              | Срок полномочий | Срок полномочий | Председатель Совета министров          |
| ------- | ------- | --------------- | ------------------- | --------------- | --------------- | -------------------------------------- |
|         |         | Рафал Вишецкий  | Лига польских семей | 5 мая 2006      | 13 августа 2007 | Казимеж Марцинкевич Ярослав Качиньский |
|         |         | Марек Гробарчик | независимый         | 13 августа 2007 | 16 ноября 2007  | Ярослав Качиньский                     |

## Министерство транспорта и строительства
Министерство транспорта и строительства (пол. Ministerstwo Transportu i Budownictwa) было создано 31 октября 2005 года при председателе Совета министров Казимеже Марцинкевиче  в результате преобразования министерства инфраструктуры. 5 мая 2006 года было расформировано в результате реконструкции правительства после подписания соглашения между коалицией партий «Право и справедливость», «Самооборона» и «Лига польских семей». Сфера компетенции министерства была разделена между тремя вновь образованными министерствами: министерством транспорта, министерством строительства и министерством морского хозяйства.

### Функции
Министр транспорта и строительства управлял отделами администрации «транспорт» и «строительство, пространственная экономика и жильё».
Отдел «транспорт» включал в себя вопросы:
- функционирования и развития транспорта, в частности, строительства, модернизации, обслуживания и поддержания дорог общего пользования, в том числе автомагистралей и железных дорог, аэропортов и аэродромов,
- дорожного движения и воздушного транспорта,
- судоходства по внутренним водным путям,
- перевозки людей и вещей, транспортных средств,
- общественного городского транспорта.

Кроме того министр осуществлял контроль над Агентством строительства и эксплуатации автомагистралей, Главным инспектором по железным дорогам. Подчинялся ему генеральный Директор дорог общего пользования, а также органы гражданского надзора. Также министр отвечал за морское хозяйство и судоходство в отдельных аспектах.
Отдел «строительство, пространственная экономика и жилья» включал в себя вопросы:
- архитектуры,
- геодезии и картографии,
- строительства,
- архитектурно-строительного надзора,
- зонирования,
- поддержки жилищного строительства,
- экономической недвижимости,
- транспортной политики,
- государственных программ по развитию инфраструктуры и коммунального хозяйства,
- садовых участков.

Кроме того, министр осуществлял надзор над Главным геодезистом страны, Главным инспектором по строительному надзору и председателем Управления жилищного строительства и городского развития.

### Министр транспорта и строительства
| Портрет | Портрет | Имя         | Партия                 | Срок полномочий | Срок полномочий | Председатель Совета министров |
| ------- | ------- | ----------- | ---------------------- | --------------- | --------------- | ----------------------------- |
|         |         | Ежи Полачек | Право и справедливость | 31 октября 2005 | 5 мая 2006      | Казимеж Марцинкевич           |